# Georges Berger
Georges Berger (1º maggio 1897 – 16 novembre 1952) è stato un ginnasta francese.

## Palmarès

### Olimpiadi
- 1 medaglia:
  - 1 bronzo (Anversa 1920 nel concorso a squadre)